# Pržno (Zlín)
Pržno é uma comuna checa localizada na região de Zlín, distrito de Vsetín.